# Cristián de Schleswig-Holstein-Sonderburg-Glücksburg
Cristián de Schleswig-Holstein-Sonderburg-Glücksburg (19 de junio de 1627-17 de noviembre de 1698) fue de 1663 a 1698 duque de Schleswig-Holstein-Sonderburg-Glücksburg.

## Biografía
Cristián fue el único hijo sobreviviente de Felipe de Schleswig-Holstein-Sonderburg-Glücksburg, y de su esposa, Sofía Eduviges de Sajonia-Lauenburgo (1601-1660), hija del duque Francisco II de Sajonia-Lauenburgo. A la muerte de su padre, heredó todas sus posesiones. Debido a la disputa con el duque de Gottorp, Cristián Alberto, con Dinamarca, sin embargo, no encontró préstamos por parte de los reyes daneses Federico III y Cristián V. En cambio, los reyes exigieron impuestos sobre la propiedad de los duques separados. Gracias a la intervención de su cuñado, Rodolfo Augusto de Brunswick-Wolfenbüttel, pudo evitar la ruina financiera completa de Cristián, cuando conoció a los duques de Sonderburg y Norburg. Como administrador experto, Cristián pudo mantener su propiedad unida a pesar de la carga fiscal.
En sus seis parroquias el duque introdujo entre 1664 y 1674 la educación primaria obligatoria, escuelas construidas en Glücksburg y Munkbrarup, y promulgó en 1682 su propio orden de servicio.
Se casó en 1663 con Sibila Úrsula de Brunswick-Wolfenbüttel, hija del duque Augusto II, y dama muy educada, un año después de tomar posesión de su herencia. Sin embargo, ella cayó enferma en 1664 y murió en 1671 en su tercer parto. Ninguno de los dos hijos supervivientes del matrimonio vivió más de dos años. De su segundo matrimonio con su prima, Inés Eduviges de Schleswig-Holstein-Sonderburg-Plön (1640-1698), sobrevivieron tres de sus siete hijos, incluido su sucesor, Felipe Ernesto.

## Descendencia
De su primer matrimonio tuvo dos hijos:
- Federico (1664-1664).
- Sofía (1668-1668).

Viudo en 1671, Cristián se casó en 1672 con Inés Eduviges de Schleswig-Holstein-Plön (1640-1698), hija del duque Joaquín Ernesto I de Schleswig-Holstein-Sondenburg-Plön.
Cinco hijos nacieron de esta unión:
- Felipe Ernesto (1673-1729), duque de Schleswig-Holstein-Sonderburg-Glücksburg.
- Sofía (1674-1713).
- Carlota (1676-1676).
- Cristián (1681-1714).
- Federico (1682-1688).

Cristián fue sucedido por su hijo, Felipe Ernesto, a su muerte en 1698.